# Sheila Atim
Sheila Atim, née en janvier 1991, est une actrice, chanteuse, compositrice et dramaturge ougandaise et britannique. Elle fait ses débuts d'actrice professionnelle en 2013 au Shakespeare's Globe dans The Lightning Child, une comédie musicale écrite par son professeur de théâtre Ché Walker.
Après des rôles sur scène acclamés par la critique dans la trilogie féminine Shakespeare de Donmar Warehouse en 2016, entre autres, elle remporte le prix Laurence Olivier 2018 de la meilleure actrice dans un second rôle dans une comédie musicale pour son rôle de Marianne Laine dans une production originale de Girl from the North Country. Elle compose des chansons pour plusieurs productions et crée sa pièce Anguis au Edinburgh Festival Fringe en 2019. Elle se retrouve également dans plusieurs séries télévisées, dont Bloodmoon, la série annulée qui succède Game of Thrones, Le Cheval pâle de la BBC et The Underground Railroad d'Amazon, réalisé par Barry Jenkins. En 2021, elle joue dans le drame sportif à succès de Netflix B, réalisé et produit par Halle Berry. En 2022, elle remporte un autre prix Laurence Olivier, cette fois-ci de la meilleure actrice principale, pour sa performance dans la pièce Constellations.

## Enfance
Sheila Atim, née en 1991 en Ouganda, déménage au Royaume-Uni avec sa mère à l'âge de cinq mois. Elle grandit à Rainham, à Londres, et fréquente la Coopers' Company et la Coborn School. Elle fait du mannequinat occasionnellement à l'adolescence après avoir été recrutée lorsqu'elle s'est rasé la tête pour un bal de fin d'année,,,. Elle apparait dans un événement de la Fashion Week de Londres en 2009, All Walks Beyond the Catwalk, organisé par le British Fashion Council pour présenter des vêtements pour femmes. Elle révèle plus tard que le mannequinat n'a jamais été un grosse source de revenu pour elle et qu'avec son look inhabituelle, elle ne pouvait donc pas faire de castings commerciaux.

## Carrière

### Théâtre
Sheila Atim obtient un diplôme en sciences biomédicales du King's College de Londres et suit une formation d'actrice au Weekend Arts Centre de Belsize Park, à Londres. Elle s'investit dans un atelier pour une nouvelle pièce, The Lightning Child, sera remarquée par son professeur de théâtre Ché Walker pour ses débuts d'actrice professionnelle au Shakespeare's Globe en 2013,,,. En 2020, elle fait une déclaration au magazine des anciens élèves du King's College que "je regarde en arrière et je ressens un lien fort entre mes côtés scientifique et artistique. La science revient souvent dans mon travail - même la façon dont j'aborde les choses dans la salle de répétition est affectée par le fait d'avoir appris la BioMed. Parfois, ce sont de petits parallèles et analogies privés que je fais pour moi-même".

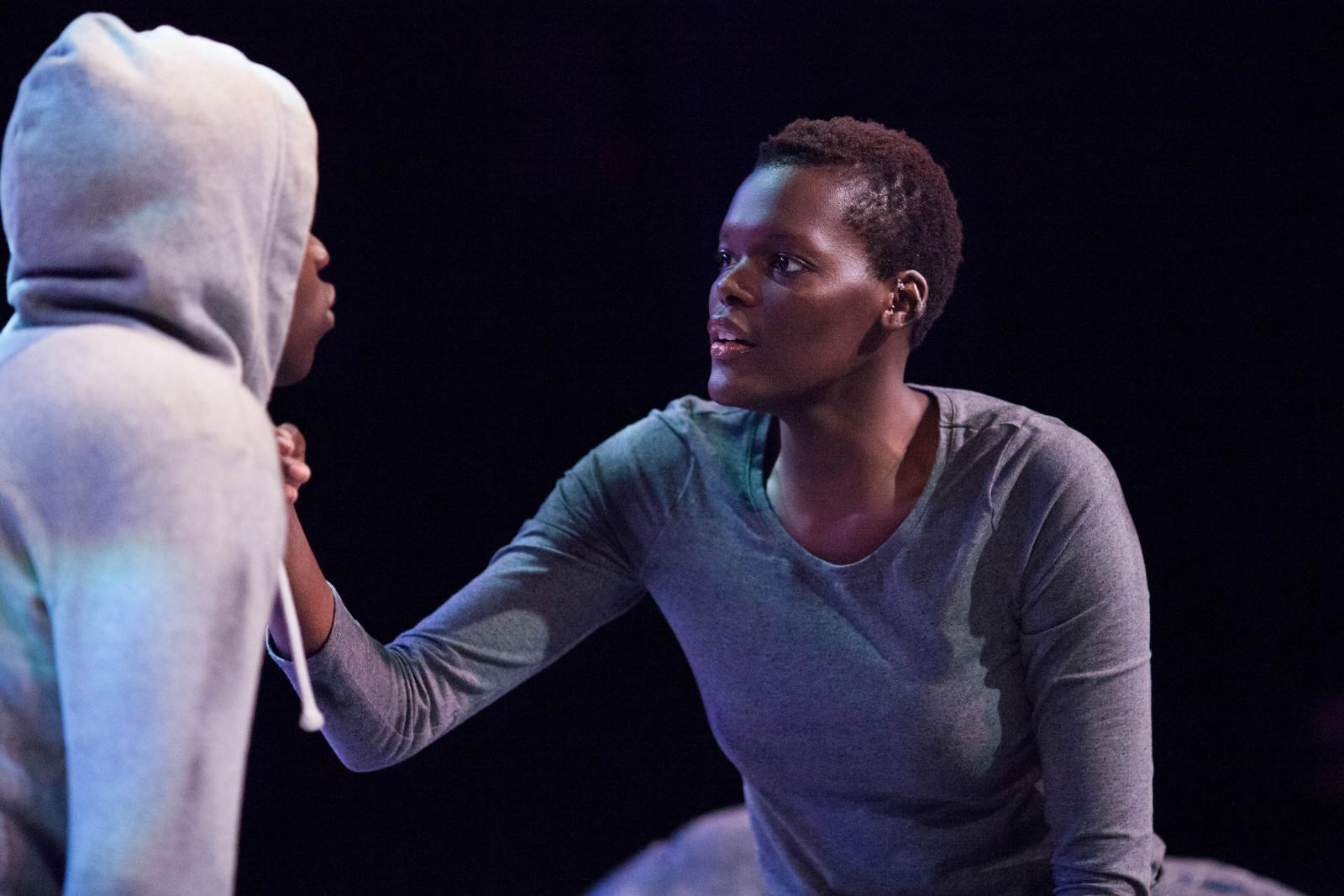
Sheila Atim (à droite), avec Damson Idris dans Ghost Town (2014)

Sheila Atim interprète Keira, l'incarnation physique du trouble obsessionnel-compulsif, dans Ghost Town au York Theatre Royal au début de 2014. What's On Stage fait l'éloge de sa "présence physique hypnotique" et la revue du Yorkshire Times dévoile qu'elle "dominait la scène". À la suite de cela, elle obtient un rôle aux côtés de Ako Mitchell dans Klook 's Last Stand de Walker, félicité par The Guardian pour une performance énergique et une "présence scénique formidable" par The Daily Telegraph. À l'automne 2014, elle apparait dans Rachel au Finborough Theatre rejoignant la production en tournée de Hopelessly Devoted de Kae Tempest. En plus de cela, Atim joue trois rôles dans les productions de la Royal Shakespeare Company (RSC) : l'accompagnateur dans Le Juif de Malte, Julia dans Love's Sacrifice, et l'assistant de Lady Politic Would-Be dans Volpone. The Etienne Sisters de Walker, deux jours avant la fin de sa tournée à Volpone, comprend des chansons composées par Atim,.

#### Rôles principaux
Le premier grand rôle scénique de Sheila Atim est la partie non parlante de La Femme dans Les Blancs au Théâtre National en 2016. The Stage a déclaré à propos de sa performance qu'au centre du récit se trouve son personnage le plus puissant: une femme décharnée, voûtée et silencieuse. Le New York Times décrit une "production étourdissante" et suggère que le personnage qu'elle interprète pourrait être un emblème de l'Afrique.
Sheila Atim est acclamée pour ses performances en 2016 dans la trilogie de Shakespeare entièrement féminine du Donmar Warehouse se déroulant dans une prison pour femmes, lorsqu'elle joue Ferdinand dans The Tempest, Gadshill et Lady Percy dans Henry IV et Lucius dans Julius Caesar,,. The Guardian déclare encore qu'elle était "un Ferdinand glorieux et étourdi et une Lady Percy émouvante et semble fréquemment poignarder physiquement le texte autant que le parler" et The Independent mentionne que "Sheila Atim (Ferdinand) et Leah Harvey (Miranda) sont adorablement drôles et charmantes car elles capturent les gaucheries vertigineuses du premier amour". Sheila Atim remporte le prix Clarence Derwent 2018, décerné aux meilleurs acteurs de soutien dans les productions londoniennes, pour ses rôles dans The Tempest et Les Blancs.
Son rôle principal dans Babette reçoit une évaluation plus mitigée, le Times disant qu'elle est "la meilleure à propos de [la] production" tandis que la revue du Daily Telegraph déclare que "C'est dommage ... que Babette, dont c'est l'histoire, devrait rester, dans la performance quelque peu lointaine d'Atim, une figure si lointaine".
Elle incarne Marianne Laine dans la série originale de la comédie musicale Girl from the North Country au Old Vic à Londres du 26 du 7 juillet au 7 octobre 2017. À la suite du succès de la production The Old Vic, elle est transférée dans le West End de Londres au Noël Coward Theatre du 29 Décembre pour une durée limitée de 12 semaines jusqu'au 24 mars 2018. La pièce se déroule pendant la Grande Dépression et son personnage, Marianne Laine, est une femme noire, qui a été adoptée par un couple blanc qui dirige une maison d'hôtes en difficulté. Le personnage est enceinte et semble avoir été abandonné par le père de son enfant qu'elle attendait. La musique du spectacle se compose de chansons de Bob Dylan et parmi les numéros qu'elle interprète figurent son " Tight Connection to My Heart (Has Anybody Seen My Love) " et " Idiot Wind ". The Guardian décrit Sheila Atim comme "exceptionnelle" dans le rôle, avec la livraison de "Tight Connection to My Heart (Has Anybody Seen My Love)" étant "directe, non affectée et parfaitement équilibrée" et sa performance de " Idiot Wind " une "belle lecture". Pour son rôle de Girl from the North Country, elle reçoit une nomination pour la meilleure actrice du second rôle dans une pièce de théâtre aux 18e prix WhatsOnStage et remporte le prix Laurence Olivier 2018 de la meilleure actrice du second rôle dans une comédie musicale,.
En 2018, elle interprète Emilia face à Iago de Mark Rylance dans Othello au Shakespeare's Globe, où selon The Independent, "elle a déclenché une fureur qui a fait sortir de scène le plus grand acteur de sa génération".
Sheila Atim ayant également composé des chansons, Le Times considère qu'il s'agit du "regard intrigant sur le pouvoir féminin... qui marque [Atim] comme un dramaturge à surveiller" tandis que The Scotsman, tout en louant ses chansons et certaines performances, déplore son interprétation.

### Télévision, cinéma et musique
Sheila Atim joue dans Viola et Sebastian dans une version cinématographique de Shakespeare's Twelfth Night et remporte le prix Screen Nation 2019 de la meilleure performance féminine. En 2018, elle interprète Limehouse Nell dans ITV 's Harlots.
Sheila Atim joue du piano, du violon, de la basse et de la batterie. Elle a composé la partition de la pièce Time Is Love au Finborough Theatre de Londres en 2019, l'année où elle est nommée l'une des actrices de la série préquelle Game of Thrones Bloodmoon. La série prévue a été annulée après l'épisode pilote,. Elle apparait comme une sorcière présumée dans l'adaptation de la BBC en 2020 de The Pale Horse d'Agatha Christie, et en 2021, elle apparait dans la série télévisée The Underground Railroad et The Irregulars et dans le film Bruised.
En juin 2019, Sheila Atim est nommée MBE pour ses services au théâtre. Elle est également membre du conseil d'administration du Old Vic Theatre Trust.

## Crédits

### Théâtre
| Dates                           | Title                                                       | Role                               | Venue                                                         | Ref.   |
| ------------------------------- | ----------------------------------------------------------- | ---------------------------------- | ------------------------------------------------------------- | ------ |
| 18 septembre – 12 octobre 2013  | The Lightning Child                                         | Maenad                             | Shakespeare's Globe                                           | ,      |
| 6 février – 4 mars 2014         | Ghost Town                                                  | Keira                              | York Theatre Royal (Pilot Theatre)                            | [ 10 ] |
| 13 juin – 6 juillet 2014        | Klook's Last Stand                                          | Vinette                            | Park Theatre, London                                          | [ 46 ] |
| 30 septembre – 25 octobre 2014  | Rachel                                                      | Mrs. Laine                         | Finborough Theatre                                            | ,      |
| From 6 novembre 2014            | Hopelessly Devoted                                          | Chess                              | National tour (starting at Lincoln Performing Arts Centre)    | [ 8 ]  |
| 18 mars – 8 septembre 2015      | The Jew of Malta                                            | Attendant                          | Swan Theatre, Stratford-upon-Avon (Royal Shakespeare Company) | [ 16 ] |
| 11 avril – 24 juin 2015         | Love's Sacrifice                                            | Julia                              | Swan Theatre, Stratford-upon-Avon (Royal Shakespeare Company) | [ 17 ] |
| 3 juillet – 12 septembre 2015   | Volpone                                                     | Assistant to Lady Politic Would-Be | Swan Theatre, Stratford-upon-Avon (Royal Shakespeare Company) | [ 18 ] |
| 10 septembre – 3 octobre 2015   | The Etienne Sisters                                         | Additional songs                   | Theatre Royal Stratford East                                  | ,      |
| 22 mars – 2 June 2016           | Les Blancs                                                  | The Woman                          | Royal National Theatre                                        | ,      |
| 23 septembre – 17 décembre 2016 | Shakespeare Trilogy: The Tempest                            | Ferdinand                          | Donmar Warehouse                                              | [ 23 ] |
| 23 septembre – 17 décembre 2016 | Shakespeare Trilogy: Henry IV                               | Gadshill & Lady Percy              | Donmar Warehouse                                              | [ 23 ] |
| 23 septembre – 17 décembre 2016 | Shakespeare Trilogy : Julius Caesar                         | Lucius                             | Donmar Warehouse                                              | [ 23 ] |
| 23–25 mars 2017                 | Black Lives Black Words – The Interrogation of Sandra Bland | Bland One                          | Bush Theatre                                                  | ,      |
| 9 May – 3 June 2017             | Babette's Feast                                             | Babette                            | Print Room                                                    | ,      |
| 26 juillet – 7 octobre 2017     | Girl from the North Country                                 | Marianne Laine                     | Old Vic                                                       | ,      |
| 29 décembre 2017 – 24 mars 2018 | Girl from the North Country                                 | Marianne Laine                     | Noël Coward Theatre                                           | ,      |
| 20 juillet – 13 octobre 2018    | Othello                                                     | Emilia                             | Shakespeare's Globe                                           | ,      |
| 1–26 janvier 2019               | Time is love / Tiempo Es Amor                               | Rosa                               | Finborough Theatre                                            | [ 52 ] |
| 1–26 août 2019                  | Anguis                                                      | Author                             | Gilded Balloon Teviot                                         | ,      |
| 18 juin – 1er août 2021         | Constellations                                              | Marianne                           | Vaudeville Theatre                                            | [ 54 ] |

### Télévision
| Année | Titre                           | Rôle             | Remarques                                        | Ref.   |
| ----- | ------------------------------- | ---------------- | ------------------------------------------------ | ------ |
| 2014  | Je vis avec des modèles         | méchante fille 1 | 1 épisode                                        | [ 45 ] |
| 2018  | Les Filles de joie              | Limehouse Nell   | Rôle récurrent, 8 épisodes                       | [ 33 ] |
| 2019  | Des chasseurs de primes         | L'enquêteur      | Rôle récurrent, 5 épisodes                       | [ 45 ] |
| 2019  | The Feed                        | Amanda Javad     | 4 épisodes                                       | [ 45 ] |
| 2020  | Le Cheval pâle                  | Gris Thryza      | Mini-série, 2 épisodes                           | [ 55 ] |
| 2021  | Les Irréguliers de Baker Street | La petite sourie | Épisode : "Chapitre deux : Les fantômes du 221B" | [ 40 ] |
| 2021  | The Underground                 | Mabel            | Mini-série, 6 épisodes                           | [ 20 ] |

### Film
| Année | Titre                                       | Rôle                   | Remarques | Ref.   |
| ----- | ------------------------------------------- | ---------------------- | --------- | ------ |
| 2015  | La Nuit des rois                            | Viola / Sébastien      |           | ,      |
| 2020  | Soufre et blanc                             | Samira                 |           | [ 45 ] |
| 2020  | Meurtrie                                    | Bobbi Buddhakan Berroa |           | [ 41 ] |
| 2020  | Le spectacle                                | Jean conquérant        |           | [ 45 ] |
| 2022  | Doctor Strange in the Multiverse of Madness | Sara                   |           |        |
| 2022  | Pinocchio                                   | Madame Vitelli         |           |        |
| 2022  | The Woman King                              | Amenza                 |           | [ 57 ] |

### Radio
| Année | Titre              | Rôle           | Distributeur | Ref.   |
| ----- | ------------------ | -------------- | ------------ | ------ |
| 2017  | Les garçons Anansi | Rosie, Sybille | Radio BBC 4  | [ 58 ] |
| 2018  | Extrémités lâches  | Invité         | Radio BBC 4  | ,      |

## Récompenses et nominations
| Année | Prix                                             | Catégorie                                                       | Travail                  | Résultat   | Ref.   |
| ----- | ------------------------------------------------ | --------------------------------------------------------------- | ------------------------ | ---------- | ------ |
| 2017  | Prix du théâtre standard du soir                 | Talents émergents                                               | Fille du Pays du Nord    | Nomination | ,      |
| 2017  | Prix du théâtre du cercle des critiques          | Nouveau venu le plus prometteur                                 | Fille du Pays du Nord    | Lauréat    | [ 63 ] |
| 2018  | Prix Laurence-Olivier                            | Meilleure actrice dans un second rôle dans une comédie musicale | Fille du Pays du Nord    | Lauréat    | [ 32 ] |
| 2018  | Prix Clarence Derwent                            | Prix Clarence Derwent                                           | Les Blancs et La Tempête | Lauréat    | [ 26 ] |
| 2019  | Prix du cinéma et de la télévision Screen Nation | Meilleure performance féminine au cinéma                        | Douzième nuit            | Lauréat    |        |
| 2022  | Prix Laurence-Olivier                            | Meilleure actrice                                               | Constellations           | Lauréat    | [ 64 ] |
| 2022  | Prix du théâtre Evening Standard                 | Meilleure actrice                                               | Constellations           | En attente |        |